# Vicente Feliú
Vicente Feliú Miranda (Havana, 11 november 1947 – aldaar, 17 december 2021) was een Cubaans singer-songwriter en dichter en gitarist.

## Biografie
Feliú leerde gitaar spelen van zijn vader. In 1964, toen hij zijn middelbaar onderwijs had afgerond, leerde hij zichzelf ook componeren. In de jaren zestig kwam op Cuba de Nueva Trova-muziek tot ontwikkeling. De zangers van deze muziek waren moderne troubadours: volkszangers die zich lieten inspireren door traditionele muziek, en die lyrische en poetische teksten zongen. De liederen werden vaak door politieke kritiek gekleurd. Feliú liet zich door deze muziekstijl beïnvloeden. Hij sloot zich aan bij de Nueva Trova-beweging die in 1973 werd opgericht, en werkte samen met onder anderen Pablo Milanés, Silvio Rodríguez en Noel Nicola. Gedurende vijftien jaar bleef Feliú betrokken bij de Nueva Trova-beweging, waarvoor hij ook enkele bestuursfuncties waaronder het voorzitterschap bekleedde.
Feliú trad op in meer dan twintig landen in Noord- en Zuid-Amerika, Europa en Afrika. Hij verzorgde soloprogramma's, maar trad ook op samen met andere artiesten zoals Mercedes Sosa, Jackson Browne en Pete Seeger. Hij verzorgde composities voor theater, televisie en showbusiness. Ook adviseerde hij de Cubaanse radio en televisie over hun muziekkeuze, en presenteerde hij muziekprogramma's op de radio.
Op latere leeftijd was hij directeur van het cultureel centrum Canto de Todos, dat ontmoetingen en uitwisselingen tussen zangers uit Ibero-Amerikaanse landen bevordert.
Feliú overleed op 17 december 2021 op 74-jarige leeftijd aan een hartaanval.

## Discografie
- Créeme (1978)
- No sé quedarme (1985)
- Artepoética (1990)
- Aurora (1995)
- Ansias del alba (1997) (met Santiago Feliú)
- Guevarianas (1997)
- Colibrí (2000)